# Robert de Duivel
Robert de Duivel, ook de Schitterende genoemd (ca. 1000/1010 - Nicea (Turkije) 2 of 22 juli 1035) was hertog van Normandië en de vader van Willem de Veroveraar. Hij was de zoon van hertog Richard II van Normandië en Judith van Bretagne.
Na de dood van zijn vader volgde zijn oudere broer Richard hem op als hertog van Normandië terwijl Robert graaf van Hiémois werd. Richard stierf in 1027, hij werd vermoedelijk vergiftigd, en werd opgevolgd door Robert. De plotselinge dood van zijn broer terwijl hij zelf belanghebbende was als erfgenaam, maakte Robert wel verdacht en leverde hem de bijnaam "de Duivel" op. "Robert de Duivel" is ook een figuur uit sprookjes. Robert nam op grote schaal kerkelijke bezittingen in beslag om te verdelen onder zijn vazallen en zich zo van hun trouw te verzekeren. Daardoor kwam hij in conflict met de bisschop van Bayeux en zijn oom Robert de Deen, aartsbisschop van Rouen, maar hij wist hun verzet te breken.
Robert steunde in 1028 Boudewijn IV van Vlaanderen tegen zijn opstandige zoon, Boudewijn V van Vlaanderen en verwoestte het kasteel van Chocques. In de strijd van de toenmalige koning Hendrik I van Frankrijk tegen diens broer en moeder steunde Robert in 1031 de koning, waarvoor deze hem beloonde met het grondgebied van Vexin. In dat jaar bood hij onderdak aan Eduard de Belijder die Engeland was ontvlucht. Een poging om Eduard met een vloot te helpen tegen de Denen in Engeland mislukte door een storm. Robert gebruikte toen de vloot om de hertog van Bretagne te onderwerpen, die probeerde om zich aan de Normandische invloed te onttrekken. Robert stichtte de abdij van Cerisy-la-Forêt, van Montivilliers en die van Sainte-Trinité te Rouen.
Nadat hij zijn zoon Willem tot zijn erfgenaam had aangesteld, ging hij op bedevaart naar Jeruzalem. Volgens de Gesta Normannorum Ducum reisde hij via Constantinopel en werd daar ontvangen door Michaël IV Paphlagon. Hij bereikte Jeruzalem en stierf op de terugreis in Nicea op 22 juli 1035. Robert werd daar begraven in de Maria-kerk. Sommige bronnen schrijven zijn dood toe aan vergif en dateren hem op 2 juli. Zijn zoon Willem, acht jaar oud, volgde hem op. 
 Volgens de historicus Willem van Malmesbury verzond Willem rond 1086 een gezantschap naar Constantinopel en Nicaea om het lichaam van zijn vader terug te brengen naar Normandië om het daar te begraven. De toestemming om het lichaam mee te nemen werd verkregen, maar tijdens de terugtocht door Apulië (Italië) kwam het bericht dat Willem was overleden. De leden van missie besloten toen het lichaam van Robert in Italië te begraven.
Uit de verbintenis (niet-kerkelijk huwelijk "more Danico", volgens het gewoonterecht van de Vikingen) met Herleva van Falaise werden twee kinderen geboren:
- Willem de Veroveraar (1028 - 1087)
- Adelheid (1026 - 1090), achtereenvolgens gehuwd met Engelram II van Ponthieu, heer van Aumale, en daarna met Lambert II, graaf van Lens, en met Odo II van Champagne.

## Voorouders
| Voorouders van Robert de Duivel   | Voorouders van Robert de Duivel                                           | Voorouders van Robert de Duivel                                           | Voorouders van Robert de Duivel                                           | Voorouders van Robert de Duivel                                           | Voorouders van Robert de Duivel                                           | Voorouders van Robert de Duivel                                           | Voorouders van Robert de Duivel                                           | Voorouders van Robert de Duivel                                           |
| --------------------------------- | ------------------------------------------------------------------------- | ------------------------------------------------------------------------- | ------------------------------------------------------------------------- | ------------------------------------------------------------------------- | ------------------------------------------------------------------------- | ------------------------------------------------------------------------- | ------------------------------------------------------------------------- | ------------------------------------------------------------------------- |
| Overgrootouders                   | Willem I van Normandië (907–942) ∞ Sprota (-)                             | Willem I van Normandië (907–942) ∞ Sprota (-)                             | ? (–) ∞ ? (-)                                                             | ? (–) ∞ ? (-)                                                             | Judicael Berengar (896-965) ∞ Gerberga (–)                                | Judicael Berengar (896-965) ∞ Gerberga (–)                                | Godfried I van Anjou (938-987) ∞ Adelheid van Meaux (934-974)             | Godfried I van Anjou (938-987) ∞ Adelheid van Meaux (934-974)             |
| Grootouders                       | Richard I van Normandië (933–996) ∞ Gunnora (950-1031)                    | Richard I van Normandië (933–996) ∞ Gunnora (950-1031)                    | Richard I van Normandië (933–996) ∞ Gunnora (950-1031)                    | Richard I van Normandië (933–996) ∞ Gunnora (950-1031)                    | Conan I van Bretagne (944–992) ∞ Ermengarde van Anjou (952-992)           | Conan I van Bretagne (944–992) ∞ Ermengarde van Anjou (952-992)           | Conan I van Bretagne (944–992) ∞ Ermengarde van Anjou (952-992)           | Conan I van Bretagne (944–992) ∞ Ermengarde van Anjou (952-992)           |
| Ouders                            | Richard II van Normandië (963–1026) ∞ 1000 Judith van Bretagne (982-1017) | Richard II van Normandië (963–1026) ∞ 1000 Judith van Bretagne (982-1017) | Richard II van Normandië (963–1026) ∞ 1000 Judith van Bretagne (982-1017) | Richard II van Normandië (963–1026) ∞ 1000 Judith van Bretagne (982-1017) | Richard II van Normandië (963–1026) ∞ 1000 Judith van Bretagne (982-1017) | Richard II van Normandië (963–1026) ∞ 1000 Judith van Bretagne (982-1017) | Richard II van Normandië (963–1026) ∞ 1000 Judith van Bretagne (982-1017) | Richard II van Normandië (963–1026) ∞ 1000 Judith van Bretagne (982-1017) |
| Robert de Duivel (1000/1010-1035) |                                                                           |                                                                           |                                                                           |                                                                           |                                                                           |                                                                           |                                                                           |                                                                           |